# Route des Borgia

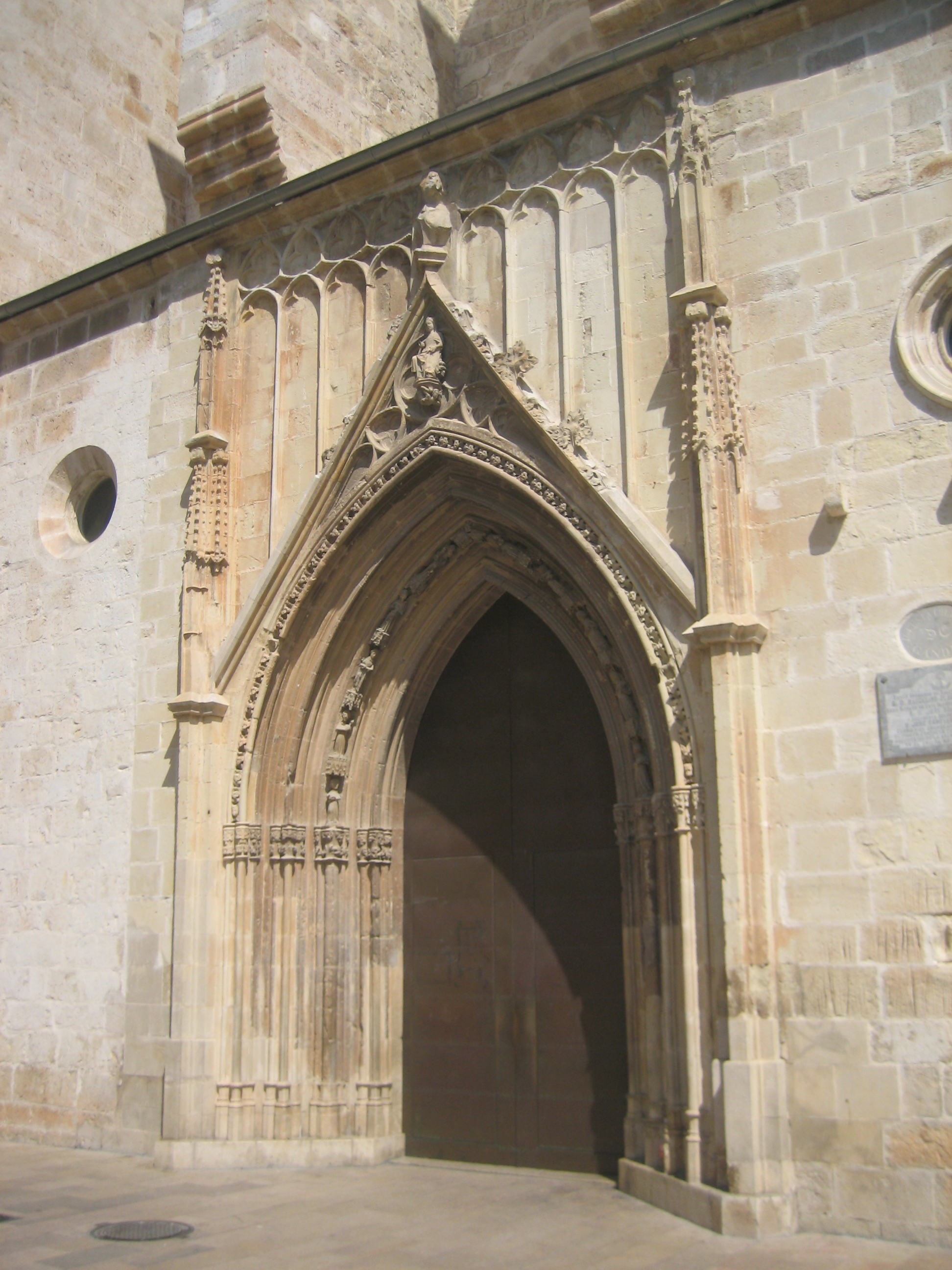
Porte de Sainte-Marie de la Collégiale Sainte-Marie de Gandia.

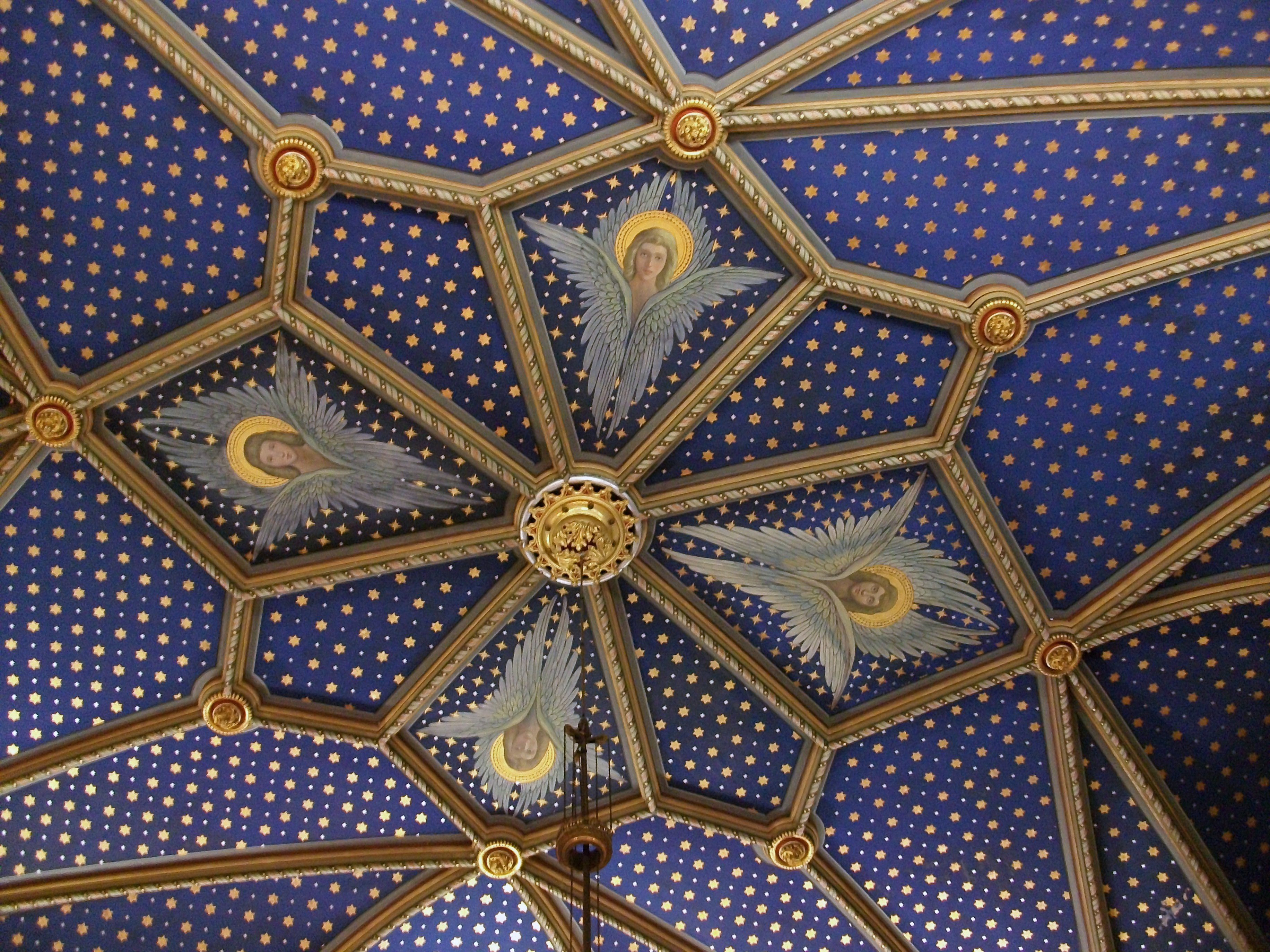
Détail du Palais ducal de Gandia.

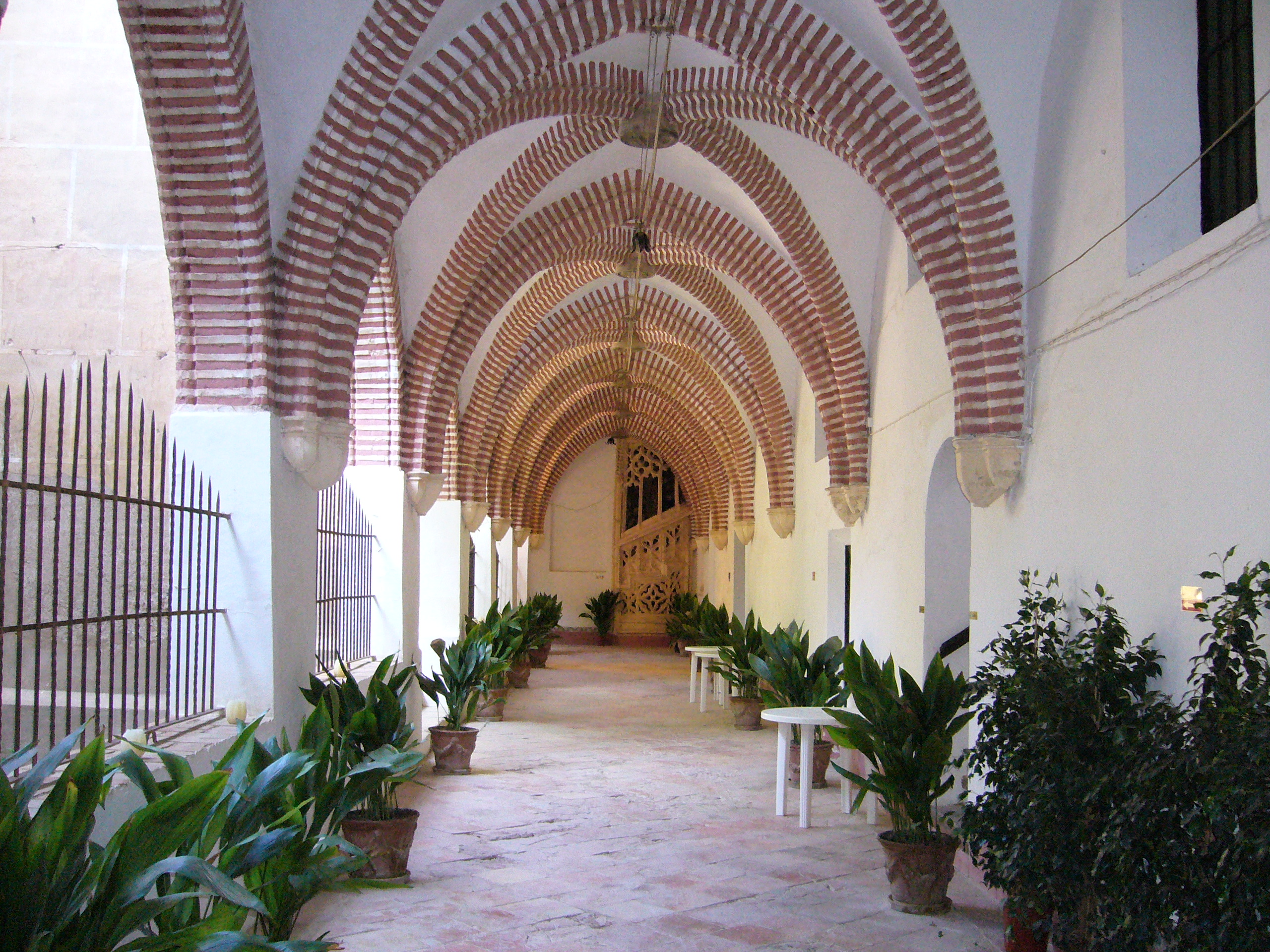
Cloître gothique-mudéjar du Monastère de Saint-Jérôme de Cotalba, XIVe siècle.

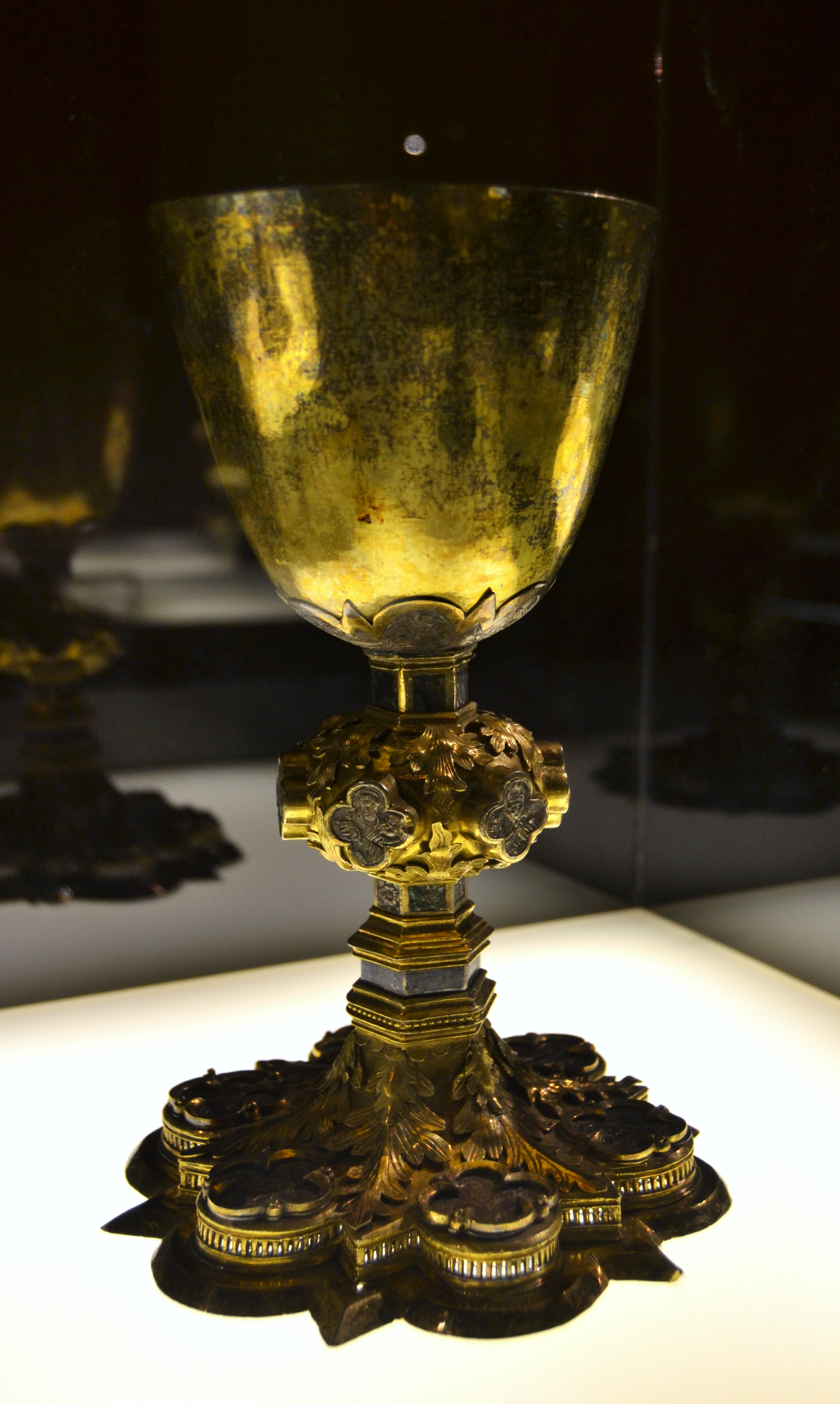
Calice du Pape Calixte III dans le musée de la Collégiale Sainte-Marie de Xàtiva.

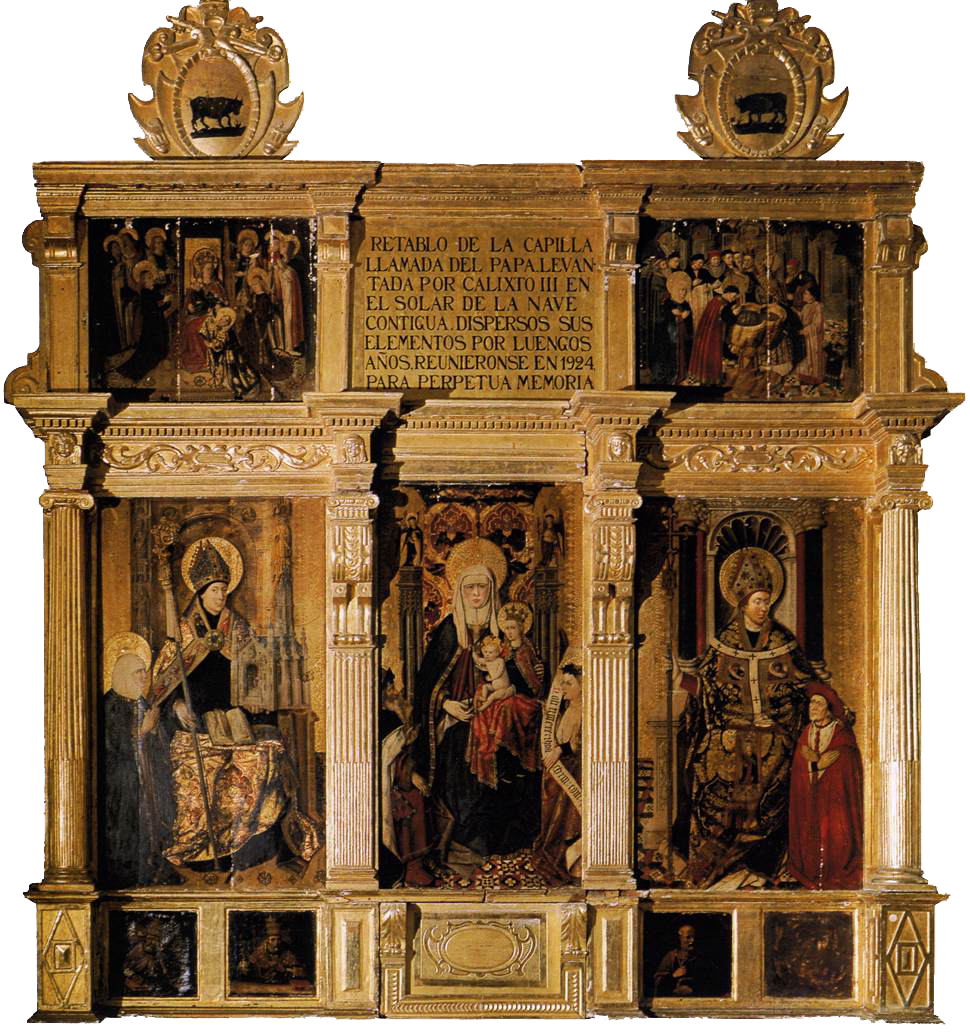
Triptyque de Jacomart pour la famille Borgia dans le musée de la Collégiale Sainte-Marie de Xàtiva.

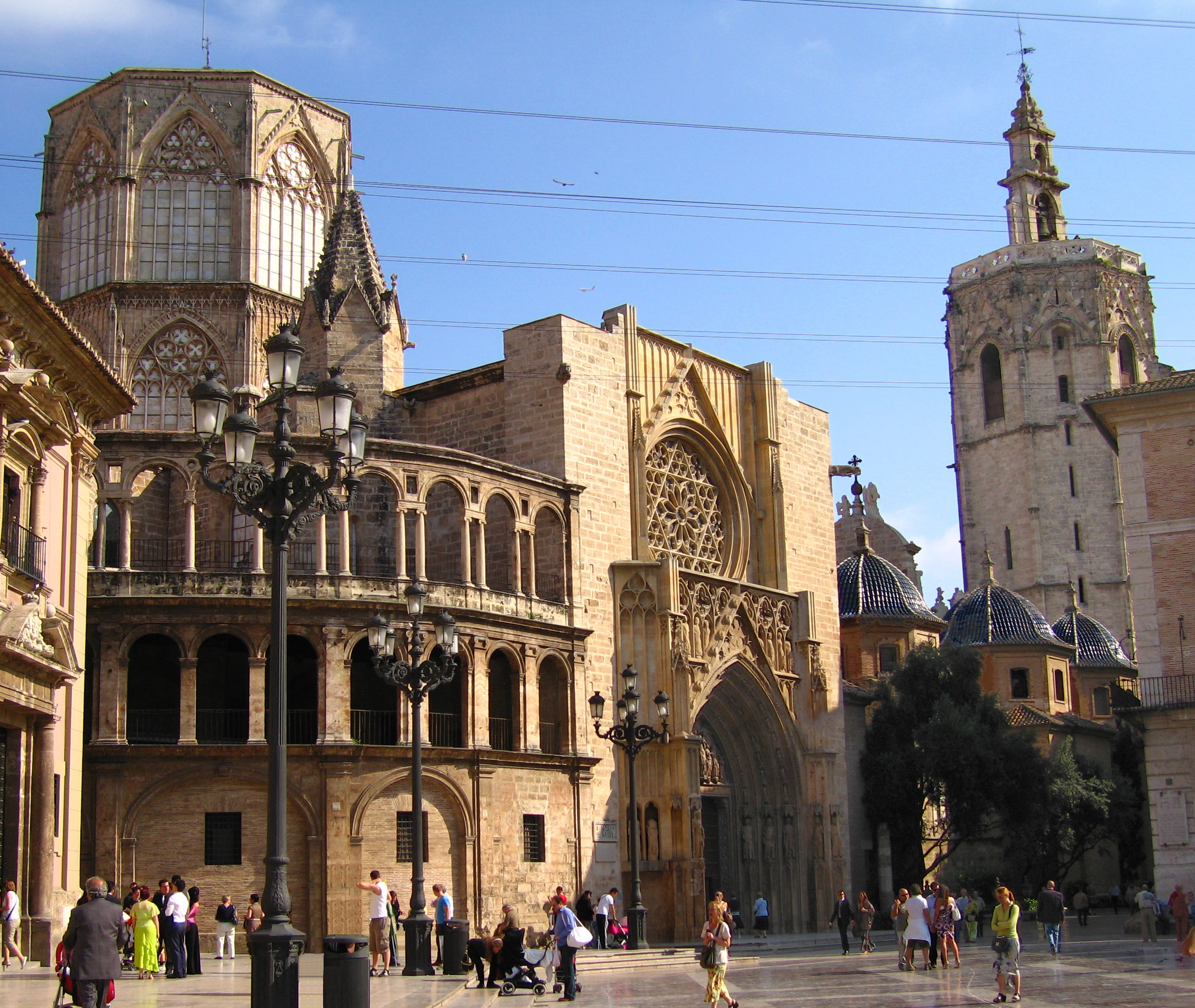
Détail de la Cathédrale de Valence.

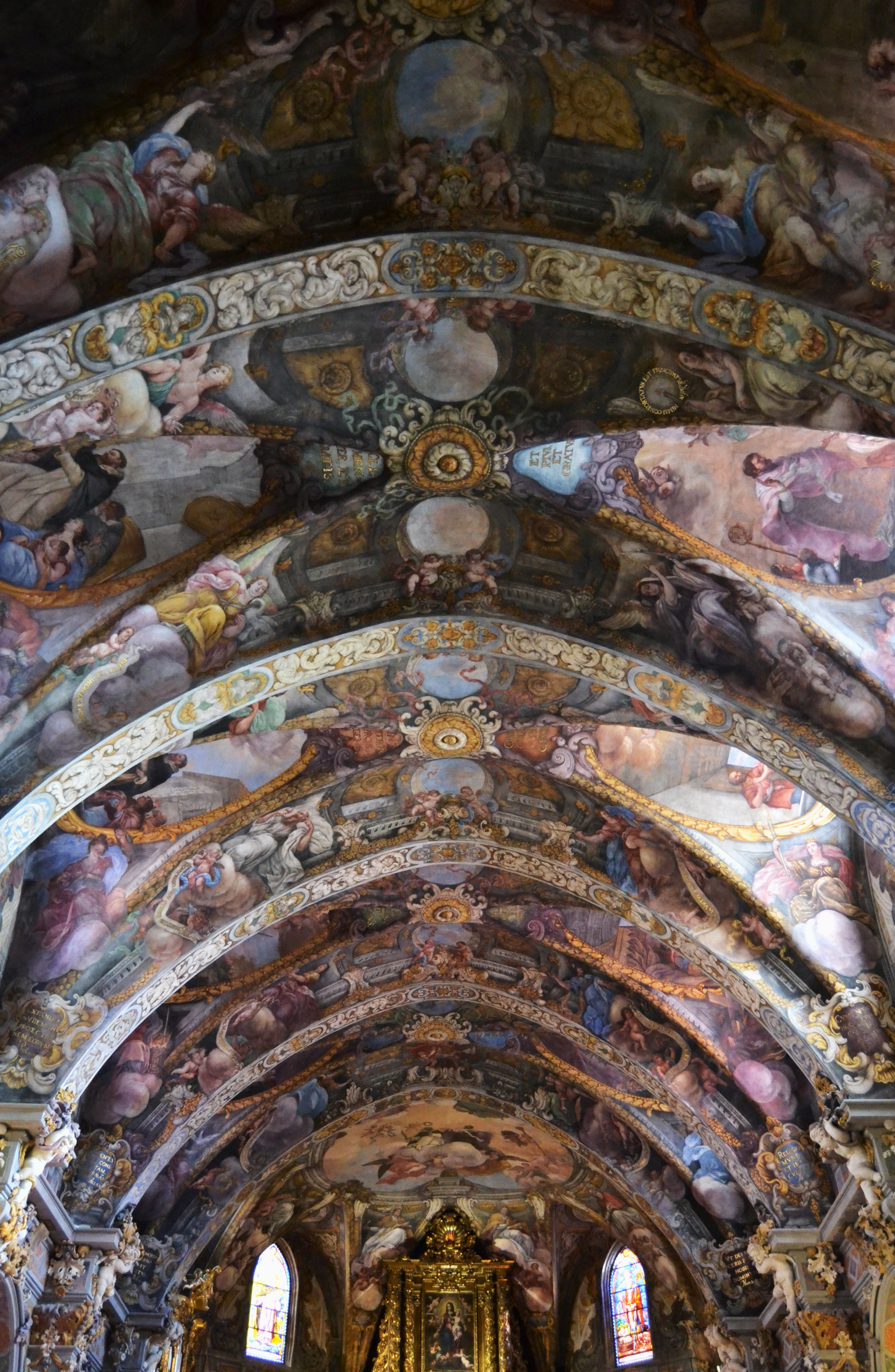
Fresques de l'Église de Saint Nicolas, à Valence.

La Route des Borgia est une route culturelle, qui suit la trace et la splendeur de la famille valencienne des Borgia ou « Borja » dans la Communauté valencienne, (Espagne).

## Présentation
La famille Borgia s'est établie sur les terres valenciennes après la conquête du Royaume de Valence par le roi Jacques Ier d'Aragon. Mondialement, la famille est connue comme « les Borgia », transcription en langue italienne du nom de famille : Borja dans sa prononciation en valencien.
Les papes Calixte III et Alexandre VI, César Borgia, Lucrèce Borgia et François Borgia sont les figures les plus connues de cette lignée qui depuis Canals et Xàtiva, en passant par Valence, est arrivée à Rome, pour ensuite revenir sur ses terres valenciennes pour refonder le Duché de Gandia.
La Route sur les traces des Borgia commence dans la ville de Gandia et prend fin à Valence, en visitant les ensembles monumentaux et les villes valenciennes où les Borja ont laissé leur empreinte.

## Itinéraire
La route parcourt les ensembles monumentaux et villes suivants :
Gandia
- Collégiale Sainte-Marie de Gandia
- Palais ducal de Gandia
- Couvent de Sainte Claire
- Hôpital de Saint Marc

Alfauir
- Monastère Saint-Jérôme de Cotalba

Simat de la Valldigna
- Monastère de Sainte-Marie de la Valldigna

Canals
- Oratoire des Borgia
- Tour et murailles des Borgia

Xàtiva
- Collégiale Sainte-Marie de Xàtiva
- Maison natale d'Alexandre VI
- Ermitage de Sainte Anne

Valence
- Cathédrale Sainte-Marie de Valence
- Palais de Benicarló
- Université de Valence (Étude Générale)
- Église de Saint Nicolas

## La Route étape par étape
Gandia: les vestiges de la famille Borgia à Gandia sont nombreux :
- La Collégiale Sainte-Marie de Gandia constitue un exemple de l’architecture gothique valencien des XIVe et XVe siècles. En 1499, le pape Alexandre VI lui concéda le titre de Collégiale.
- Le Palais ducal de Gandia est un des monuments les plus emblématiques de Gandia. Il est situé dans la vieille enceinte qui entoure la ville médiévale.
- Le Couvent Sainte-Claire a été fondé en 1431 par Violante d'Aragon, fille d'Alfonso de Aragón y Foix, duc de Gandie de sang royal.
- L’Hôpital de Saint Marc, dont la fondation à Gandia à la fin du XIVe siècle est attribuée au duc de Gandie Alfonso de Aragón y Foix. Il a été conçu comme une institution sanitaire bénévole.

Alfauir:
- Le Monastère Saint-Jérôme de Cotalba sera protégé par la famille Borgia et par l’intermédiaire des Rois Philippe II et Philippe III, comme la Duchesse de Gandia, Maria Enriquez de Luna, veuve de Juan Borgia et belle-fille de le pape Alexandre VI, qui effectue travaux d'agrandissement du monastère, comme le cloître supérieur de style gothique valencien tardif ou la citerne médiévale du le Patio de l'Orange. Plus tard, également Saint François de Borgia fréquenté le monastère et son épouse, Leonor de Castro, dame de confiance et amie intime de l'impératrice Isabelle de Portugal, passa ses derniers jours dans le monastère en convalescence de ses maux, où elle décéderait. C'est une des constructions monastiques les plus remarquables de la Communauté valencienne.

Simat de la Valldigna:
- Le Monastère de Sainte-Marie de la Valldigna est fondé, selon la tradition, en 1297 par Jacques II d'Aragon, dit « le Juste ».

Canals:
- L'Oratoire des Borgia est une église construite en style gothique précoce, probablement au XIIIe siècle.
- Tour et murailles des Borgia. Calixte III est un des membres de la famille Borgia né dans cet immeuble.

Xàtiva: L'héritage des Borgia à Xàtiva est important :
- La Collégiale Sainte-Marie de Xàtiva, commencée au XIVe siècle, constitue un exemple de l’architecture gothique valencienne de ce siècle.
- La Maison natale d'Alexandre VI dont la façade a été préservée, avec de larges voussoirs dans la porte et à l'intérieur un arc aplati de colonnes ioniques.
- L'Ermitage de Sainte Anne est de style gothique flamboyant et fut construit au milieu du XVe siècle.

Valence : la capitale du Royaume de Valence garde un héritage important de la famille :
- La Cathédrale Sainte-Marie de Valence conjugue différents styles architecturaux avec une prédominance gothique.
- Le Palais de Benicarló fut construit au XVe siècle comme résidence de la famille Borgia dans la capitale du Royaume de Valence.
- L'Université de Valence fut fondée en 1499 sous le nom de Estudi General. C'est l'une des plus importantes et des plus anciennes universités d'Espagne.
- L'Église de Saint Nicolas, dont Calixte III fut recteur avant de devenir pape, est probablement le meilleur exemple de la coexistence d'un temple de structure gothique avec son décor baroque à Valence.